# Cayratia megacarpa
Cayratia megacarpa är en vinväxtart som först beskrevs av Carl Karl Adolf Georg Lauterbach, och fick sitt nu gällande namn av Merrill & Perry. Cayratia megacarpa ingår i släktet Cayratia och familjen vinväxter. Inga underarter finns listade i Catalogue of Life.